# Cappello (micologia)
La cappella, pileus o cappello, in micologia, è la parte del fungo posta sul gambo e che gli conferisce il classico aspetto ad ombrello aperto.

## Dimensioni

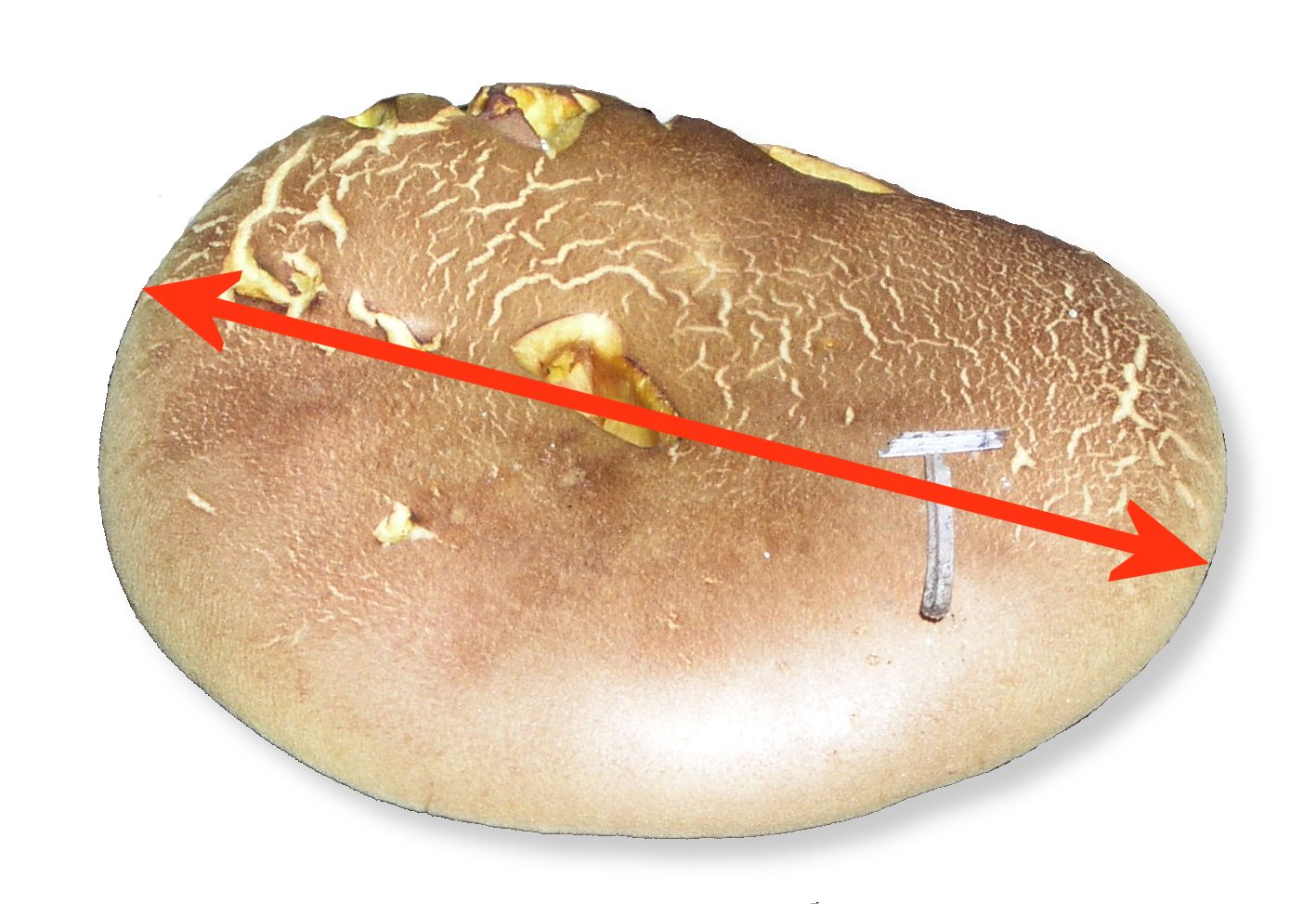
Larghezza del cappello

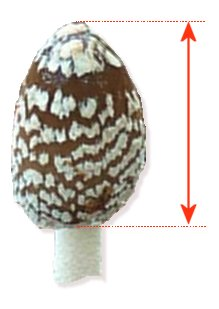
Altezza del cappello

Nella descrizione di un fungo le dimensioni del cappello, unite ad altri caratteri morfologici, costituiscono un elemento distintivo ed utile al riconoscimento della specie.
Di solito le indicazioni, espresse in centimetri, si riferiscono alla misura minima e massima del diametro rilevate su esemplari ben sviluppati, cioè né troppo giovani, né troppo maturi.
A volte si può trovare nella descrizione la definizione di "piccolo", "medio" o "grande" che si riferisce rispettivamente a funghi con cappello del diametro inferiore a 3-4 cm, con diametro massimo di 8-10 cm o superiore ai 10 cm.
In alcune specie, come quelle appartenenti al genere Coprinus e Conocybe, il cui cappello si sviluppa prevalentemente in verticale, è indicata una seconda dimensione, cioè l'altezza.

## Forma
In tutte le specie di funghi con gambo e cappello, durante la crescita il loro cappello assume più o meno lo stesso aspetto: appena spunta è globuloso, poi, aprendosi, diventa semisferico, convesso, ecc..
Comunque, il cappello nelle varie specie può assumere forme diverse, di cui le più conosciute sono:
| sferico-globuloso  | semisferico | convesso    | umbonato-ottuso | umbonato-acuto                 | conico-ottuso    | ovoideo  |
| campanulato-conico | cilindrico  | campanulato | conico-acuto    | umbellato o depresso al centro | infundibuliforme | ondulato |

Poiché durante la crescita il cappello cambia d'aspetto, nel descriverlo, si dovrà dire per esempio: "cappello globuloso, poi convesso, infine piano".

## Margine
È utile, ai fini del riconoscimento, rilevare la forma del margine del cappello ed eventuali sue ornamentazioni.

### Forma
Tenendo conto della fattezza del margine lungo il perimetro del cappello, esso si definisce:
- unito o regolare, quando il contorno è uniforme;
- lobato, quando segue il profilo di parti prominenti intervallate da insenature;
- sinuoso o ondulato, quando segue un contorno ondulato;
- irregolare, quando segue un contorno frastagliato con continui cambi di direzione.

### Ornamentazioni
Secondo le ornamentazioni presenti, il margine si definisce:
- eccedente e appendicolato;
- frangiato e fimbriato;
- cigliato.

### Orientamento
Il margine del cappello può variare la direzione e l'angolatura rispetto al terreno durante lo sviluppo. Quindi, questo carattere dovrà essere definito nelle varie età.
In relazione al piano orizzontale, pertanto, il margine può essere:
|  | involuto, quando è arrotolato verso il basso                                               |
|  | ricurvo o arrotondato, quando è rivolto verso il basso ma non è arrotolato come l'involuto |
|  | disteso, quando tende ad essere parallelo al piano orizzontale                             |
|  | revoluto, quando è arrotolato verso l'alto                                                 |

### Lacerazioni
Tenendo conto della sua capacità di mantenersi integro o di assumere una particolare conformazione alla lacerazione, il margine può definirsi:
- dentellato, seghettato
- fessurato
- eroso, inciso, denticolato
- fimbriato, frangiato

### Striature
In base alla presenza di striature, ovvero ornamentazioni in rilievo, il margine si può definire:
- striato per trasparenza, quando la sottigliezza della carne e della cuticola, per effetto di translucidità favorita dall'umidità, lascia intravedere le tracce delle lamelle sottostanti (in tal caso le striature non sono in rilievo);
- striato, zigrinato, quando si presentano striature dovute a scanalature ovvero ad incavi longitudinali, in bassorilievo o in altorilievo, poco profonde e poco percettibili al tatto.
- plissettato, pieghettato, a pieghe ravvicinate e ben marcate;
- ruguloso, rugoso, corrugato;
- costolato, fatto a costole;
- pettinato;
- tubercolato, con tubercoli, cioè ingrossamenti che possono assumere varie forme.

## Zona discale
Per zona discale si intende quella zona in corrispondenza dell'inserzione del gambo nel cappello. Tale zona non sempre corrisponde al centro del cappello, come ad esempio nei funghi a cappello eccentrico rispetto al gambo.
In base alla conformazione della zona discale, il cappello può essere:
- depresso-ombelicato
- depresso umbonato
- umbonato
  - umbone ampio e ottuso
  - umbone prominente (papilla)
  - umbone acuto
  - umbone tronco

## Cuticola e ornamentazioni
La cuticola è la pellicola che ricopre il cappello dei funghi ed è un altro carattere distintivo dal punto di vista sia microscopico che macroscopico.
Dal punto di vista macroscopico la cuticola e le sue ornamentazioni sono i caratteri morfologici più importanti della superficie del cappello. Infatti, la cuticola può essere separabile dalla carne del cappello in modo completo, oppure parzialmente o del tutto inseparabile. La superficie della cuticola, in base alle sue ornamentazioni, può essere:
|  | Liscia: priva di ruvidezze e scabrosità in superficie. |
|  | Squamosa: con scaglie piatte che ornano il cappello |
|  | Scagliosa: con scaglie disposte come tegole in file parallele |
|  | Fibrillosa: con piccole fibrille che rivestono la superficie del cappello |
|  | Screpolata, tassellata: con areole o screpolature da cui appare la carne sottostante |
|  | Lucida, serica, satinata: che riflette la luce; simile alla seta; con lucentezza serica |
|  | Opaca, vellutata: priva di lucentezza; simile al velluto |
|  | Pelosa: con peli Villosa: con peli sottili e lunghi |
|  | Tomentosa: con peli sottili e corti |
|  | Vischiosa, glutinosa: la vischiosità aderisce alle dita in una sorta di collosità e può non manifestarsi a tempo secco. Se la viscosità è molto abbondante da formare un vero e proprio strato si parla di glutinosità |
|  | Igrofana: che impallidisce e si opacizza per disidratazione (dopo la raccolta del fungo bisogna attendere la sua disidratazione per verificare il cambiamento di colore)                                               |
|  | Verrucosa o a placche: con verruche cioè con sporgenze ottuse o acute per le quali si osserveranno anche la distribuzione, il colore, le dimensioni, la caducità; con placche cioè verruche più estese e uniformi      |